# Itame aspersaria
Itame aspersaria is een vlinder uit de familie van de spanners (Geometridae). De soort is voor het eerst wetenschappelijk beschreven door Giorgio Krüger in een publicatie uit 1939.